# James A. Michener
James Albert Michener (3. února 1907, Doylestown – 16. října 1997, Austin) byl americký spisovatel. Napsal více než 40 knih, z nichž většina byly dlouhé, rodinné ságy pokrývající životy mnoha generací, zasazené do konkrétních geografických reálií a zahrnující podrobnou historii místa. Za svou prvotinu Tales of the South Pacific získal v roce 1948 Pulitzerovu cenu za beletrii. Podle knihy vznikl populární a několikrát zfilmovaný broadwayský muzikál Rodgerse a Hammersteina South Pacific. Michener psal i literaturu faktu, která byla povětšinou věnována historii nebo šlo o cestopisy. I většina jeho beletristických knih se odehrává mimo Spojené státy, což ho činí v americké literatuře výjimečným. Jeho knihy byly přeloženy do padesáti jazyků. Celosvětově se prodalo asi 75 milionů výtisků jeho knih.

## Život
Byl vychován jako kvaker adoptivní matkou v Pensylvánii. Vystudoval angličtinu a historii (bc) na Swarthmore College. Poté se stal středoškolským učitelem angličtiny na různých pensylvánských školách a přitom vystudoval pedagogiku (MA) na University of Northern Colorado, kde po promoci i učil (v roce 1972 zde po něm byla pojmenována knihovna). Rok učil i na Harvardově univerzitě a poté přijal místo redaktora v nakladatelství Macmillan Publishers.
Jako kvaker se mohl vyhnout vojenské službě, ale za druhé světové války se dobrovolně přihlásil do námořnictva. Cestoval po celém jižním Tichém oceánu a zážitky z této doby zpracoval po válce ve svém románovém debutu, který vyšel roku 1947. Úspěch mu umožnil stát se profesionálním spisovatelem. Jeho knihy mívaly až 1000 stran a podle svých slov psával 12 až 15 hodin denně. Jeho třetí manželka (byl ženatý čtyřikrát) byla Japonka, což ho inspirovalo k románu Sayonara (1954), který zachycoval i perzekuci Japonců v USA během druhé světové války. V roce 1957 byl román zfilmován s Marlonem Brandem v hlavní roli.
V roce 1962 neúspěšně kandidoval za Demokratickou stranu do Sněmovny reprezentantů, což posléze považoval za chybný krok a vrátil se k literatuře. Ve svých pamětech The World Is My Home nicméně uvedl, že to byla skvělá zkušenost, a že nic nenaučí člověka racionalitě tak jako předvolební kampaň. Z politiky neodešel zcela, v roce 1968 byl členem sboru volitelů, kterážto zkušenost ho přivedla ke kritice amerického volebního systému v knize Presidential Lottery: The Reckless Gamble in Our Electoral System (1969). Šíři jeho zájmů prozrazuje kniha Sports in America (1976) mapující roli sportu v americké kultuře.
Později se stal významným filantropem, daroval více než 100 milionů dolarů vzdělávacím, kulturním a spisovatelským institucím, včetně dvou vysokých škol, na nichž studoval. V roce 1989 věnoval výdělek z kanadského vydání svého románu Journey na vytvoření Journey Prize, literární ceny, která se každoročně uděluje za nejlepší povídku publikovanou začínajícím kanadským spisovatelem. Na Texaské univerzitě v Austinu (v Texasu dožil) založil Michenerovo centrum pro spisovatele, které poskytuje tříletá stipendia pro beletristy, básníky, dramatiky a scenáristy.
Zemřel částečnou eutanázií, když se rozhodl ukončit každodenní dialyzační léčbu, již vyžadovalo jeho onemocnění ledvin. Odkázal většinu svého majetku a autorských práv Swarthmore College, kde získal bakalářský titul.

### Česky vyšlo
- Chesapeake, Knižní klub 1993 (překlad Ivan Hrbek a Milada Nováková)
- Havaj, Knižní klub 1994 (překlad Ivan Hrbek a Milada Nováková)
- Sayonara, Knižní klub 1995 (překlad Milada Nováková)
- Zatoulaná generace, Knižní klub 1996 (překlad Milada Nováková)
- Pramen, BB Art 2002 (překlad Radovan Šimek)
- Mexiko, BB Art 2002 (překlad Michaela Ponocná)
- Most ke svobodě: krvavé události revolučního roku 1956 v Maďarsku, Jota 2008 (překlad Naďa Funioková)